# Barbera del Monferrato superiore

La Barbera del Monferrato superiore è un vino a DOCG prodotto nelle province di Alessandria e Asti

## Zona di produzione
Comuni di:
- Acqui, Alice Bel Colle, Belforte, Bergamasco, Borgoratto Alessandrino, Bistagno, Carpeneto, Capriata d'Orba, Cartosio, Carentino, Cassine, Cassinelle, Castelletto d'Erro, Castelletto d'Orba, Castelnuovo Bormida, Cavatore, Cremolino, Denice, Frascaro, Gamalero, Grognardo, Lerma, Melazzo, Merana, Malvicino, Molare, Montaldeo, Montaldo Bormida, Morbello, Morsasco, Montechiaro d'Acqui, Orsara Bormida, Ovada, Pareto, Ponti, Ponzone, Prasco, Predosa, Ricaldone, Rivalta Bormida, Rocca Grimalda, Sezzadio, Silvano d'Orba, Spigno Monferrato, Strevi, Tagliolo Monferrato, Terzo, Trisobbio, Visone, Alfiano Natta, Altavilla Monferrato, Bassignana, Camagna, Camino, Casale Monferrato, Castelletto Merli, Castelletto Monferrato, Cellamonte, Cereseto, Cerrina, Coniolo, Conzano, Cuccaro, Fubine, Frassinello Monferrato, Gabiano, Lu Monferrato, Masio, Mirabello Monferrato, Mombello Monferrato, Moncestino, Montecastello, Murisengo, Occimiano, Odalengo Grande, Odalengo Piccolo, Olivola, Ottiglio, Ozzano, Pomaro Monferrato, Pecetto di Valenza, Pietra Marazzi, Pontestura, Ponzano Monferrato, Quargnento, Rosignano Monferrato, Rivarone, Sala, San Salvatore Monferrato, San Giorgio Monferrato, Serralunga di Crea, Solonghello, Terruggia, Treville, Valenza, Vignale, Villadeati, Villamiroglio, Coniolo, Casale Monferrato, Occimiano, e Mirabello, in provincia di Alessandria
- Agliano Terme, Albugnano, Antignano, Aramengo, Asti, Azzano d'Asti, Baldichieri, Belveglio, Berzano di San Pietro, Bruno, Bubbio, Buttigliera d'Asti, Calamandrana, Calliano, Calosso, Camerano Casasco, Canelli, Cantarana, Capriglio, Casorzo, Cassinasco, Castagnole Lanze, Castagnole Monferrato, Castel Boglione, Castell'Alfero, Castellero, Castelletto Molina, Castello d'Annone, Castelnuovo Belbo, Castelnuovo Calcea, Castelnuovo Don Bosco, Castel Rocchero, Celle Enomondo, Cerreto d'Asti, Cerro Tanaro, Cessole, Chiusano d'Asti, Cinaglio, Cisterna d'Asti, Coazzolo, Cocconato, Corsione, Cortandone, Cortanze, Cortazzone, Cortiglione, Cossombrato, Costigliole d'Asti, Cunico, Dusino San Michele, Ferrere, Fontanile, Frinco, Grana Monferrato, Grazzano Badoglio, Incisa Scapaccino, Isola d'Asti, Loazzolo, Maranzana, Maretto, Moasca, Mombaldone, Mombaruzzo, Mombercelli, Monale, Monastero Bormida, Moncalvo, Moncucco Torinese, Mongardino, Montabone, Montafia, Montaldo Scarampi, Montechiaro d'Asti, Montegrosso d'Asti, Montemagno, Montiglio Monferrato, Moransengo-Tonengo, Nizza Monferrato, Olmo Gentile, Passerano Marmorito, Penango, Piea, Pino d'Asti, Piovà Massaia, Portacomaro, Quaranti, Refrancore, Revigliasco d'Asti, Roatto, Robella, Rocca d'Arazzo, Roccaverano, Rocchetta Palafea, Rocchetta Tanaro, San Damiano d'Asti, San Giorgio Scarampi, San Martino Alfieri, San Marzano Oliveto, San Paolo Solbrito, Scurzolengo, Serole, Sessame, Settime, Soglio, Tigliole, Tonco, Vaglio Serra, Valfenera, Vesime, Viale d'Asti, Viarigi, Vigliano, Villafranca d'Asti, Villa San Secondo, e Vinchio, in provincia di Asti

## Storia
Nella "Ampelografia della Provincia di Alessandria" di Leardi e Demaria, del 1873 (ricordando che detta provincia allora comprendeva tutta la provincia di Asti), si legge a proposito del Barbera: "È vitigno conosciutissimo ed una delle basi principali dei vini dell'Astigiano e del basso Monferrato, dove è indigeno e da lunghissimo tempo coltivato".

Precedentemente all'attuale disciplinare questo vino era stata riconosciuto DOC con DPR 09.01.1970 (G.U. 73 - 23.03.1970), il riconoscimento DOCG è avvenuto con DM 27.06.2008 (G.U. 158 - 08.07.2008).

## Tecniche di produzione
Le condizioni di coltura dei vigneti devono rispondere ai seguenti requisiti:
- terreni: i terreni argillosi, limosi, sabbiosi e calcarei, nelle loro combinazioni;
- giacitura: esclusivamente collinare. Sono esclusi i terreni di fondovalle, quelli umidi e quelli non sufficientemente soleggiati;
- altitudine: non superiore a 650 metri s.l.m.;
- esposizione: adatta ad assicurare un'idonea maturazione delle uve. Per i nuovi impianti è esclusa l'esposizione a nord;

Per i nuovi impianti e i reimpianti la densità non può essere inferiore a 3 500 ceppi/ha.
Le forme di allevamento consentite sono il Guyot tradizionale ed il cordone speronato.
È vietata ogni pratica di forzatura.
Tutte le operazioni di appassimento delle uve, vinificazione, invecchiamento e imbottigliamento, debbono essere effettuate nella zona delimitata.
Richiede un invecchiamento di almeno 14 mesi a decorrere dal 1º novembre dell'anno di produzione delle uve con almeno 6 in botti di legno.

## Tipologie

### Barbera
| uvaggio                        | Barbera minimo 85%; Freisa, Grignolino, Dolcetto anche disgiunti |
| acidità totale minima          | g/l.                                                             |
| estratto secco minimo          | 25,00 g/l                                                        |
| resa massima di uva per ettaro | 90 q.                                                            |
| resa massima di uva in vino    | 70%                                                              |